# Serie A 1975 (calcio femminile)
La Serie A 1975 è stata l'ottava edizione del campionato italiano di Serie A femminile di calcio.
Il Milan ha conquistato il suo terzo scudetto. Il titolo di capocannoniere della Serie A è andato alla danese Susanne Augustesen, calciatrice della Gamma 3 Padova, autrice di 29 gol. L'Inter Leone Sport e il Roma Club Lido (successivamente riammesso) sono stati retrocessi in Interregionale 1976.

## Stagione

### Novità
All'Assemblea Straordinaria di Bologna del 16 febbraio 1975 della F.F.I.U.G.C. (Federazione Femminile Italiana Unificata Giuoco Calcio) si decise di cambiare la denominazione in F.F.I.G.C. (Federazione Femminile Italiana Giuoco Calcio).
Al termine della stagione 1974 il Cagliari è stato retrocesso in Interregionale 1975, mentre l'Assicurazioni Firs Messina era stata esclusa alla quinta giornata. Dalla Serie A Interregionale 1974 sono stati promossi il Tepa Sport Orceana e il Perugia, finalisti per il titolo di campione della Serie A Interregionale, vinto poi dal Tepa Sport Orceana.
L'A.C.F. Falchi Astro di Montecatini Terme (PT) ha rinunciato al campionato di Serie A e si è iscritto alla Serie B Toscana con la nuova denominazione A.C.F. Zelari Piante Pistoia. Anche il Pordenone ha rinunciato alla Serie A per iscriversi in Interregionale. In loro sostituzione sono ammessi in Serie A il Gorgonzola e l'Internazionale.
Prima dell'inizio del campionato l'Alaska Lecce cambia denominazione e sede in Pol. Alaska Euroitalica e si trasferisce ad Anzio (RM), dove si fonde con la Pol. La Euroitalica di Roma diventando Pol. La Euroitalica di Roma, che si iscrive in Serie A.
Avvengono inoltre i seguenti cambi di denominazione:
- l'F.C.F. Internazionale di Segrate cambia denominazione e sede in F.C.F. Inter Leone Sport di Milano;
- la U.S.F. Lombarda Calcio di Milano cambia denominazione in A.C.F. Milan.

### Formula
Le 12 squadre partecipanti si affrontano in un girone all'italiana con partite di andata e ritorno per un totale di 22 giornate. Le ultime due classificate retrocedono in Interregionale.

### Avvenimenti
La Pol. La Euroitalica ha disputato il campionato fino alla 9ª giornata di andata quando, prima di giocare la 10ª giornata, comunica al Comitato Nazionale Gare (che gestiva i campionati di Serie A e Interregionale) la sua impossibilità a continuare il campionato di Serie A.
Il C.N.G., con una decisione che i regolamenti F.I.G.C. non potevano giustificare mentre per la F.F.I.G.C. era possibile e attuabile, ha accettato la richiesta dell'A.C.F. Roma Club Lido di Roma (squadra di Serie B laziale), che ha rilevato alcune calciatrici de La Euroitalica e ha continuato il campionato al suo posto.

## Squadre partecipanti
| Club                     | Città              | Stagione precedente                    |
| ------------------------ | ------------------ | -------------------------------------- |
| Bologna CF               | Bologna            | 10º posto in Serie A                   |
| Gamma 3 Padova           | Padova             | 2º posto in Serie A                    |
| Inter Leone Sport        | Milano             | 3º posto in Serie A Interregionale/B   |
| ACF Juventus             | Torino             | 9º posto in Serie A                    |
| Lazio Lubiam             | Roma               | 3º posto in Serie A                    |
| USF Milan                | Milano             | 5º posto in Serie A                    |
| Norda Gorgonzola         | Gorgonzola (MI)    | 4º posto in Serie A Interregionale/B   |
| Roma Club Lido           | Roma               | 4º posto in Serie A                    |
| Sisal Moquettes Piacenza | Piacenza           | 7º posto in Serie A                    |
| Tepa Sport Brescia       | Orzinuovi (BS)     | Campione della Serie A Interregionale  |
| Valdobbiadene            | Valdobbiadene (TV) | 8º posto in Serie A                    |
| Valigi Perugia           | Perugia            | Finalista della Serie A Interregionale |

## Classifica finale
|  | Pos. | Squadra                  | Pt | G  | V  | N | P  | GF | GS | DR  |
|  | ---- | ------------------------ | -- | -- | -- | - | -- | -- | -- | --- |
|  | 1.   | ACF Milan                | 38 | 22 | 18 | 2 | 2  | 55 | 13 | +42 |
|  | 2.   | Gamma 3 Padova           | 36 | 22 | 17 | 2 | 3  | 65 | 11 | +54 |
|  | 3.   | Lazio Lubiam             | 33 | 22 | 14 | 5 | 3  | 44 | 18 | +36 |
|  | 4.   | ACF Juventus             | 30 | 22 | 12 | 4 | 5  | 43 | 30 | +13 |
|  | 5.   | Sisal Moquettes Piacenza | 26 | 22 | 10 | 6 | 6  | 31 | 21 | +10 |
|  | 6.   | Valdobbiadene            | 24 | 22 | 9  | 6 | 7  | 37 | 31 | +6  |
|  | 7.   | Tepa Sport Brescia       | 17 | 22 | 6  | 5 | 11 | 20 | 34 | -14 |
|  | 8.   | Bologna CF               | 16 | 22 | 4  | 8 | 10 | 21 | 35 | -14 |
|  | 9.   | Valigi Perugia           | 14 | 22 | 5  | 4 | 13 | 19 | 47 | -28 |
|  | 10.  | Norda Gorgonzola         | 13 | 22 | 3  | 7 | 12 | 17 | 40 | -23 |
|  | 11.  | Inter Leone Sport        | 9  | 22 | 2  | 5 | 15 | 14 | 52 | -38 |
|  | 12.  | Roma Club Lido           | 8  | 22 | 1  | 6 | 15 | 11 | 45 | -34 |

Legenda:

      Campione d'Italia
      Retrocesse in Interregionale 1976
Note:

Due punti a vittoria, uno a pareggio, zero a sconfitta.

## Risultati

### Calendario
| andata     | 1ª giornata             | ritorno    |
| 6 apr 1975 |                         | 6 lug 1975 |
| 2-0        | Lazio L.-Perugia        | 2-0        |
| 1-3        | Inter-Bologna           | 0-0        |
| 1-1        | Piacenza-Padova         | 0-3        |
| 3-1        | Milan-Juventus          | 1-1        |
| 0-0        | Roma Lido-Valdobbiadene | 0-4        |
| 1-2        | Gorgonzola-Brescia      | 1-3        |

| andata      | 4ª giornata         | ritorno     |
| 27 apr 1975 |                     | 27 lug 1975 |
| 2-1         | Juventus-Brescia    | 4-0         |
| 2-2         | Bologna-Gorgonzola  | 0-0         |
| 0-0         | Roma Lido-Perugia   | 2-2         |
| 0-4         | Valdobbiadene-Milan | 1-4         |
| 2-0         | Padova-Lazio L.     | 0-0         |
| 0-2         | Inter-Piacenza      | 0-2         |

| andata      | 7ª giornata           | ritorno     |
| 18 mag 1975 |                       | 21 set 1975 |
| 8-2         | Padova-Perugia        | 5-0         |
| 2-1         | Juventus-Bologna      | 4-1         |
| 3-0         | Lazio L.-Inter        | 3-0         |
| 1-0         | Milan-Roma Lido       | 2-1         |
| 1-1         | Gorgonzola-Piacenza   | 0-7         |
| 2-2         | Valdobbiadene-Brescia | 1-0         |

| andata      | 10ª giornata          | ritorno     |
| 15 giu 1975 |                       | 12 ott 1975 |
| 4-0         | Milan-Perugia         | 8-0         |
| 2-2         | Bologna-Valdobbiadene | 1-3         |
| 3-1         | Piacenza-Juventus     | 1-3         |
| 0-2         | Gorgonzola-Lazio L.   | 1-3         |
| 2-1         | Inter-Padova          | 0-5         |
| 0-2         | Roma Lido-Brescia     | 0-3         |

| andata      | 1ª giornata            | ritorno     |
| 13 apr 1975 |                        | 13 lug 1975 |
| 1-1         | Juventus-Lazio L.      | 1-1         |
| 0-0         | Bologna-Roma Lido      | 1-0         |
| 1-0         | Valdobbiadene-Piacenza | 1-1         |
| 1-1         | Brescia-Milan          | 0-3         |
| 1-1         | Perugia-Inter          | 1-0         |
| 3-0         | Padova-Gorgonzola      | 3-0         |

| andata     | 5ª giornata            | ritorno    |
| 4 mag 1975 |                        | 3 ago 1975 |
| 1-0        | Brescia-Perugia        | 0-2        |
| 2-0        | Milan-Bologna          | 2-1        |
| 2-0        | Piacenza-Roma Lido     | 2-1        |
| 3-0        | Lazio L.-Valdobbiadene | 2-1        |
| 6-0        | Padova-Juventus        | 1-0        |
| 2-0        | Gorgonzola-Inter       | 1-1        |

| andata      | 8ª giornata          | ritorno    |
| 25 mag 1975 |                      | 1 ott 1975 |
| 2-1         | Padova-Valdobbiadene | 0-1        |
| 1-0         | Bologna-Brescia      | 0-1        |
| 1-3         | Inter-Juventus       | 2-3        |
| 1-4         | Roma Lido-Lazio L.   | 1-4        |
| 1-0         | Piacenza-Milan       | 0-1        |
| 1-0         | Gorgonzola-Perugia   | 2-1        |

| andata      | 11ª giornata        | ritorno     |
| 22 giu 1975 |                     | 26 ott 1975 |
| 1-2         | Lazio L.-Milan      | 0-3         |
| 4-1         | Perugia-Bologna     | 2-2         |
| 7-2         | Valdobbiadene-Inter | 4-0         |
| 5-0         | Padova-Roma Lido    | 2-0         |
| 0-0         | Brescia-Piacenza    | 1-2         |
| 1-0         | Juventus-Gorgonzola | 2-1         |

| andata      | 3ª giornata              | ritorno     |
| 20 apr 1975 |                          | 20 lug 1975 |
| 2-1         | Lazio L.-Brescia         | 2-0         |
| 0-1         | Piacenza-Bologna         | 1-1         |
| 2-1         | Perugia-Juventus         | 0-2         |
| 0-1         | Gorgonzola-Valdobbiadene | 1-1         |
| 2-1         | Milan-Padova             | 0-3         |
| 2-0         | Roma Lido-Inter          | 1-3         |

| andata      | 6ª giornata            | ritorno     |
| 11 mag 1975 |                        | 14 set 1975 |
| 1-5         | Brescia-Padova         | 0-4         |
| 0-0         | Gorgonzola-Roma Lido   | 2-2         |
| 0-2         | Perugia-Piacenza       | 0-1         |
| 1-1         | Bologna-Lazio L.       | 1-3         |
| 2-1         | Juventus-Valdobbiadene | 3-3         |
| 0-2         | Inter-Milan            | 0-5         |

| andata     | 9ª giornata           | ritorno    |
| 1 giu 1975 |                       | 5 ott 1975 |
| 1-0        | Perugia-Valdobbiadene | 1-2        |
| 2-1        | Padova-Bologna        | 3-0        |
| 1-1        | Brescia-Inter         | 0-0        |
| 3-0        | Juventus-Roma Lido    | 3-0        |
| 3-0        | Lazio L.- Piacenza    | 2-2        |
| 3-1        | Milan-Gorgonzola      | 2-0        |

## Verdetti finali
- Il Milan è Campione d'Italia 1975.
- Inter Leone Sport e Roma Club Lido (successivamente riammesso) retrocedono in Interregionale.